# Buteo socotraensis
La poiana di Socotra (Buteo socotraensis Porter & Kirwan, 2010) è un uccello rapace della famiglia degli Accipitridi.

## Distribuzione e habitat
Ha un areale molto ristretto, infatti vive solo nell'arcipelago di Socotra, al largo delle coste dello Yemen.

## Conservazione
La IUCN Red List classifica Buteo socotraensis come specie vulnerabile (Vulnerable).